# Nicolas Jobert
Pour les articles homonymes, voir Jobert.
 (octobre 2019).
Si vous disposez d'ouvrages ou d'articles de référence ou si vous connaissez des sites web de qualité traitant du thème abordé ici, merci de compléter l'article en donnant les références utiles à sa vérifiabilité et en les liant à la section « Notes et références ».
Nicolas Jobert est un militaire français, né le 30 janvier 1763 à Chigny-les-Roses où il est mort le 8 janvier 1858.

## Biographie
Dragon au 6e régiment, le 14 avril 1791, il fit les campagnes de 1792 à l'an III à l'armée du Nord, tua de sa main un général prussien sur le pont d'Abouville, près de Lille, entra, lui troisième, dans une redoute en avant de Menin le 6 vendémiaire an II, y prit une pièce de canon et un obusier, eut un cheval tué sous lui, monta sur celui d'un dragon tué à ses côtés, et, à la suite d'une charge que fit le régiment, il tua un colonel hollandais.
Nommé brigadier le 22 ventôse suivant, il passa maréchal-des-logis le 26 ventôse an III.
Employé à l'armée de Rhin-et-Moselle pendant les ans IV et V, il fut fait sous-lieutenant sur le champ de bataille, le 7 messidor an IV, pour s'être emparé d'une pièce de canon et en avoir aussitôt tourné la charge contre l'ennemi. Trois jours après, il prit, lui deuxième, une pièce de canon attelée de huit chevaux ; le 17 du même mois, près de Rastdt, sous le feu des batteries ennemies, il mettait pied à terre et raccommodait le pont pour faciliter le passage aux troupes françaises ; enfin, le 15 fructidor, il était blessé d'un coup de sabre à la main droite.
Blessé à la bataille de Marengo, il sortit du corps, en attendant sa retraite, le 1er frimaire an IX, fut remis en activité le 21 du même mois avec le grade de lieutenant, tint garnison à Savillan pendant les ans X et XI, reçut le brevet d'un sabre d'honneur le 25 brumaire an XI, et la décoration d'officier de la Légion d'honneur le 25 prairial an XII.
Attaché à cette époque à la réserve de cavalerie, il y servit en l'an XIII, combattit à la Grande Armée en Autriche, en Prusse et en Pologne, reçut un coup de sabre à travers le bras gauche, le 11 frimaire an XIV, à Austerlitz, s'empara le 28 octobre, au combat de Prentzlow, d'un étendard de la maison royale de Prusse, eut son sabre cassé dans les mains et fut mutilé dans cette action.
Capitaine le 22 novembre suivant, Jobert fut atteint d'un coup de baïonnette dans les reins, eut son cheval tué sous lui, le 3 février 1807 au combat de Bergfried, et reçut un coup de mitraille à la main droite à la bataille d'Eylau ; à Friedland, il fut blessé d'un coup de sabre au bras gauche et eut encore son cheval tué sous lui.
Resté en cantonnement dans les provinces prussiennes en 1808, il rejoignit la réserve de cavalerie de l'armée d'Espagne en 1809, fut nommé capitaine de Ire classe le 16 septembre, et reçut un coup de feu qui lui traversa les deux cuisses dans un combat qui eut lieu, le 12 novembre suivant contre les insurgés espagnols, à Esquivillas, près Sévico.
Aide de camp du général Valence le 10 janvier 1810, il fit les guerres de Portugal des années 1810, 1811, 1812 et partie de 1813, reçut un coup de feu au front, le 22 juillet 1812, en avant de Salamanque, et combattit au 5e corps de cavalerie de la Grande Armée pendant les campagnes de 1813 et de 1814 en Saxe et en France.
Maintenu en activité sous la première Restauration, il fit partie de la 5e division de réserve pendant les Cent-Jours, fut licencié le 1er septembre 1815, et fut admis à la retraite le 23 janvier 1816.